# Aleksandrs Čaks
Aleksandrs Čaks de son vrai nom Aleksandrs Čadarainis né le 27 octobre 1901 à Riga – mort le 8 février 1950 également à Riga en Lettonie est un poète et écrivain letton.

## Biographie
Aleksandrs Čaks est né à Riga dans la famille de tailleur Jānis Čadarainis et de sa femme Emīlija. Ses parents étaient adeptes de l'Église orthodoxe de Lettonie. Lors de la Première Guerre mondiale sa famille s'est exilée en Russie. À cette époque, il écrit ses premières poésies Jel celies, Latvija, tu svētā. Le jeune Aleksandrs entame les études de médecine à Moscou en 1918-1918, mais est appelé dans le corps de l'armée rouge où il occupe successivement les postes de secrétaire et d'agent politico-culturel dans un lazaret.
Après la démobilisation en 1922, de retour dans son pays natal, il reprend les études de médecine à l’Université de Lettonie, mais abandonne en 1925. Il passe le concours dans l'enseignement, puis travaille comme instituteur à l’orphelinat de Drabeši.
En 1928, Čaks fonde le journal littéraire Jaunā Lira et collabore avec les journaux Trauksme, Domas et Dienas lapa. Il est actif dans le milieu artistique et fréquente le groupe Zaļā vārna (La corneille verte). En 1930-1934, il est le secrétaire du syndicat professionnel d'écrivains et journalistes lettons. En même temps, il travaillait comme rédacteur technique pour l'archive de l'association d'anciens tirailleurs lettons Veco latviešu strēlnieku biedrība. En 1940, inspiré par les souvenirs et récits de ces vétérans, Čaks écrit un poème épique Mūžības skartie (Touchés par l’éternité), qui sera récompensé par le Prix Anna Brigadere.
Sous occupation soviétique, en 1941, Čaks est accepté comme membre de l'Union des écrivains soviétiques. Pendant le régime du Reichskommissariat Ostland il est interdit de publications.
Au mois d'octobre 1944, après le retour du régime soviétique, Čaks devient le responsable de la rubrique culturelle du journal Cīņa (aujourd'hui[Quand ?] Neatkarīgā Rīta Avīze), mais trois ans plus tard se voit licencié. Son dernier poste était à l'Institut linguistique et littéraire de l'Académie des sciences de Lettonie. Malgré de gros sacrifices au politiquement correct son œuvre a eu beaucoup de détracteurs pendant ses dernières années et l'écrivain a connu plusieurs épisodes de découragement. Aleksandrs Čaks est décédé le 8 février 1950 d’un arrêt cardiaque. Il est inhumé au cimetière Raiņa kapi à Riga. Ces poèmes Mūžības skartie (1930) et Mana paradīze (1932) sont incluses aujourd'hui[Quand ?] dans le Canon culturel letton.